# دولت اولاف شولتس
کابینه شولتس (انگلیسی: Scholz cabinet) کابینه فعلی آلمان است. این کابینه توسط صدراعظم آلمان اولاف شولتس رهبری می‌شود و از ائتلاف حزب سوسیال دموکرات آلمان-شولتس و اتحاد با حزب سبز آلمان و حزب دموکرات آزاد آلمان تشکیل شده است.
پس‌از انتخابات فدرال آلمان (۲۰۲۱)، سه حزب در ۲۴ نوامبر ۲۰۲۱ ائتلاف کردند. شولتس در ۸ دسامبر ۲۰۲۱ توسط بوندستاگ به‌عنوان صدراعظم آلمان انتخاب شد. کابینه وی، همان‌طور که در توافق‌نامه ائتلاف مشخص شد در همان روز به‌طور رسمی توسط فرانک والتر اشتاین‌مایر رئیس‌جمهور آلمان منصوب شد.
حزب سوسیال دموکرات آلمان در کنوانسیون فدرال این حزب در ۴ دسامبر ۲۰۲۱ با ۹۸٫۸٪ (۵۹۸ رای موافق در مقابل ۷ رای مخالف و ۳ رای ممتنع) موافقت‌نامه ائتلاف را تأیید کرد. FDP در کنوانسیون فدرال این حزب در ۵ دسامبر ۲۰۲۱ با ۹۲٫۲۴٪ (۵۳۵ رای موافق در مقابل ۳۷ رای مخالف و ۸ رای ممتنع) موافقت‌نامه ائتلاف را تصویب کرد. سبزها این توافق را در ۶ دسامبر با رأی موافق ۸۶ درصد از اعضای حزب تصویب کردند.
حزب دموکرات آزاد آلمان (FDP) تا ۷ نوامبر ۲۰۲۴ عضو کابینه بود، تا اینکه این ائتلاف سه جانبه با برکناری کریستیان لیندنر وزیر دارایی FDP توسط شولتس فروپاشید. شولتس اعلام کرد که یک انتخابات زودهنگام را در اوایل سال ۲۰۲۵ برگزار می‌کند.

## اعضای دولت
| ترتیب | وزارت                                             | تصویر | وزیر                  | حزب                  | حزب            | ورود          | خروج           |
| ----- | ------------------------------------------------- | ----- | --------------------- | -------------------- | -------------- | ------------- | -------------- |
| ۱     | صدراعظم                                           |       | اولاف شولتس           | SPD                  |                | ۸ دسامبر ۲۰۲۱ | در حال خدمت    |
| ۲     | معاون صدراعظم وزارت اقتصاد و حفاظت از اقلیم       |       | روبرت هابک            | Grüne                |                | ۸ دسامبر ۲۰۲۱ | در حال خدمت    |
| ۳     | وزارت دارایی                                      |       | کریستیان لیندنر       | FDP                  |                | ۸ دسامبر ۲۰۲۱ | عزل شده        |
| ۴     | وزارت فدرال داخله، ساختمان و جامعه                |       | نانسی فزر             | SPD                  |                | ۸ دسامبر ۲۰۲۱ | در حال خدمت    |
| ۵     | وزارت فدرال امور خارجه                            |       | آنالنا بربوک          | Grüne                |                | ۸ دسامبر ۲۰۲۱ | در حال خدمت    |
| ۶     | وزارت فدرال دادگستری                              |       | مارکو بوشمان          | FDP                  |                | ۸ دسامبر ۲۰۲۱ | مستعفی         |
| ۷     | وزارت فدرال کار و امور اجتماعی                    |       | هوبرتوس هایل          | SPD                  |                | ۱۴ مارس ۲۰۱۸  | در حال خدمت    |
| ۸     | وزارت فدرال دفاع                                  |       | کریستینه لامبرشت      | SPD                  |                | ۸ دسامبر ۲۰۲۱ | ۱۹ ژانویه ۲۰۲۳ |
| ۸     | وزارت فدرال دفاع                                  |       | بوریس پیستوریوس       | SPD                  | ۱۹ ژانویه ۲۰۲۳ | در حال خدمت   |                |
| ۹     | وزارت فدرال غذا، کشاورزی و حمایت از مصرف‌کننده     |       | جم اوزدمیر            | Grüne                |                | ۸ دسامبر ۲۰۲۱ | در حال خدمت    |
| ۱۰    | وزارت فدرال امور خانواده، سالمندان، زنان و جوانان |       | آنه اشپیگل            | Grüne                |                | ۸ دسامبر ۲۰۲۱ | ۲۵ آوریل ۲۰۲۲  |
| ۱۰    | وزارت فدرال امور خانواده، سالمندان، زنان و جوانان |       | لیزا پاوس             | Grüne                | ۲۵ آوریل ۲۰۲۲  | در حال خدمت   |                |
| ۱۱    | وزارت فدرال سلامت                                 |       | کارل لائوترباخ        | SPD                  |                | ۸ دسامبر ۲۰۲۱ | در حال خدمت    |
| ۱۲    | وزارت فدرال حمل و نقل، ساختمان و امور شهری        |       | فولکر ویسینگ          | بدون حزب (پیشتر FDP) |                | ۸ دسامبر ۲۰۲۱ | در حال خدمت    |
| ۱۳    | وزارت فدرال محیط زیست، ساختمان و ایمنی هسته‌ای     |       | اشتفی لمکه            | Grüne                |                | ۸ دسامبر ۲۰۲۱ | در حال خدمت    |
| ۱۴    | وزارت فدرال آموزش و پژوهش                         |       | بتینا اشتارک-واتسینگر | FDP                  |                | ۸ دسامبر ۲۰۲۱ | مستعفی         |
| ۱۵    | وزارت فدرال همکاری اقتصادی و توسعه                |       | اسونیا شولتسه         | SPD                  |                | ۸ دسامبر ۲۰۲۱ | در حال خدمت    |
| ۱۶    | وزارت فدرال حمل و نقل، ساختمان و امور شهری        |       | کلارا گیویتس          | SPD                  |                | ۸ دسامبر ۲۰۲۱ | در حال خدمت    |
| ۱۷    | وزارت فدرال امور خاص و رئیس دفتر صدراعظم          |       | وولفگانگ اشمیت        | SPD                  |                | ۸ دسامبر ۲۰۲۱ | در حال خدمت    |